# Скочище (село)
Ско́чище — село в Україні, у Житомирському районі Житомирської області. Входить до складу Брусилівської селищної громади. Населення становить 373 особи.

## Історія
Історична дата утворення у 1200 році. Вперше згадане 1471 року.
Довколишні місця у далекій давнині мали певне особливе значення, на що вказує велика кількість могил, залишених довкола, особливо в урочищі Грубське. Їх нараховують 684. Крім багатьох могил, тут знаходяться великі вали, які дуже добре збереглися. Їх нараховується 4. Один із них називають Змійовий. Довжина кожного валу до 2 верст, висота від 2—3 до 6—7 сажнів, глибина ровів 5 сажнів.
Важко відгадати призначення та епоху побудови цих укріплень. Народ стверджує, що під час першої навали татарської (монгольської) на Київ (1239 року) довколишні жителі в кількості 40 000 укріпилися в цих місцях, але були умертвлені після недовготривалої осади.
У другій половині XVIII століття після відновлення польського володарювання Скочища з іншим передмістям Ходоркова Пустельниками належали трьом власникам: Ксаверію Нітославському — судді міському Київському і Каетану Росцішевському — судді Галицькому та польському генералу Гадзевичу, який обтяжив маєток боргами і помер у 1796 році. У кінці минулого століття маєтком заволодів Маршковський, потім володіла ним княгиня Цецилія Радзивілл до 1834 року, потім Костянтин Свідзінський з 1838 року. Пізніше село належало Емілії Маршицькій.
(Матеріали Станіслава Губерначука за книгою Леонтія Похилевича «Сказанія о насєльонних мєстностях Кієвской губернії». Книга видана у 1864 та перевидана з доповненнями у 1887 роках.)
До 20 березня 1959 року село входило до складу Попільнянського району.